# 1804 w muzyce
Wydarzenia muzyczne w 1804 roku.

## Wydarzenia
- 23 stycznia – François-Adrien Boieldieu staje się dyrektorem muzycznym na dworze cara Aleksandra I Romanowa[1][2]
- 4 lutego – w paryskim Théâtre-Français odbyła się premiera „Guillaume le conquérant” Étienne Méhula[1][2]
- 17 marca – w petersburskim Ermitażu odbyła się premiera opery Aline, reine de Golconde François-Adriena Boieldieu[1][2]
- 1 kwietnia – Joseph Haydn zostaje honorowym obywatelem Wiednia. Wyróżnienie to przyznano za jego pracę charytatywną[1][2]
- 8 maja – siedemnastoletni Carl Maria von Weber dostaje posadę kapelmistrza we Wrocławiu[1][2]
- 12 maja – w paryskim Théâtre Feydeau odbyła się premiera opery La petite maison Gaspare Spontiniego[1][2]
- 17 maja – w wiedeńskim Theater an der Wien odbyła się premiera opery Samori Georga Josepha Voglera[1][2]
- 18 maja – w mediolańskiej La Scali odbyła się premiera opery Amor non ha ritegno Johanna Simona Mayra[1][2]
- 29 czerwca – paryski Théâtre de l’Opéra zmienia nazwę na Académie Impériale de Musique[1][2]
- 1 sierpnia – pierwszy występ Carla Von Webera we Wrocławiu[1][2]
- 5 sierpnia – w weneckim Teatro San Benedetto odbyła się premiera Elisa (ossia Il monte San Bernardo) Johanna Simona Mayra[1][2]
- 10 sierpnia – w Piacenzy w Nuovo Teatro Communale odbyła się premiera Zamori, ossia L’eroe dell’Indie Johanna Simona Mayra[1][2]
- 10 listopada – w wiedeńskim Theater an der Wien odbyła się premiera opery Die Neger Antonia Salieri[1][2]
- 27 listopada – w paryskim Théâtre Favart odbyła się premiera opery Milton Gaspare Spontiniego[1][2]

## Urodzili się
- 16 stycznia – Karl August Krebs, niemiecki kompozytor i dyrygent (zm. 1880)
- 7 lutego – Mykoła Markewycz, ukraiński i rosyjski historyk, etnograf, poeta i kompozytor (zm. 1860)
- 18 lutego – Maciej Dembiński, polski organista, dyrygent, kompozytor i pedagog (zm. 1878)
- 14 marca – Johann Strauss, austriacki kompozytor okresu romantyzmu (zm. 1849)
- 30 marca – Salomon Sulzer, austriacki kompozytor (zm. 1890)
- 23 kwietnia – Maria Taglioni, włoska tancerka baletowa (zm. 1884)
- 31 maja – Louise Farrenc, francuska kompozytorka, pianistka i pedagog (zm. 1875)
- 1 czerwca – Michaił Glinka, rosyjski kompozytor (zm. 1857)
- 15 lipca – Jane Stirling, szkocka pianistka, uczennica Fryderyka Chopina i Thomasa Tellefsena (zm. 1859)
- 17 lipca – Carl Ferdinand Becker, niemiecki kompozytor, organista i pisarz muzyczny (zm. 1877)
- 1 października – Edward Sobolewski, niemiecki kompozytor, dyrygent i pedagog muzyczny pochodzenia polskiego (zm. 1872)
- 14 listopada – Heinrich Dorn, niemiecki kompozytor (zm. 1892)
- 27 listopada – Julius Benedict, brytyjski kompozytor i dyrygent pochodzenia żydowskiego (zm. 1885)
- 6 grudnia – Wilhelmine Schröder-Devrient, niemiecka śpiewaczka operowa (sopran) (zm. 1860)

## Zmarli
- 16 czerwca – Johann Adam Hiller, niemiecki kompozytor i dyrygent (ur. 1728)
- 24 sierpnia – Valentin Adamberger, niemiecki śpiewak operowy (tenor) (ur. 1740 lub 1743)
- 19 listopada – Pietro Alessandro Guglielmi, włoski kompozytor (ur. 1728)

## Muzyka poważna
- 7 stycznia – w wiedeńskim „Wiener Zeitung” opublikowano „Sonatę na instrument klawiszowy, Op.41” Muzio Clementiego[1][2]
- 27 stycznia – publikacja „Familiar Airs, in Various Styles, for the Piano Forte no.1” Muzio Clementiego w londyńskim Stationers’ Hall[1][2]
- 20 czerwca – w wiedeńskim „Wiener Zeitung” opublikowano Wariacje na fortepian „God Save The King, Op.10” oraz Rondo Favori for Piano, Op.11 Johanna Nepomuka Hummla[1][2]
- 8 grudnia – w wiedeńskim „Wiener Zeitung” opublikowano Wariacje na fortepian „Les Deux Petits Savoyards, Op.15” Johanna Nepomuka Hummla[1][2]